# Velika Dobranja
Dobrajë e Madhe en albanais et Velika Dobranja en serbe latin (en serbe cyrillique : Велика Добрања) est une localité du Kosovo située dans la commune/municipalité de Lipjan/Lipljan, district de Pristina (Kosovo) ou district de Kosovo (Serbie). Selon le recensement kosovar de 2011, elle compte 2 224 habitants.

## Démographie

### Évolution historique de la population dans la localité
| 1948 | 1953 | 1961  | 1971  | 1981  | 1991  | 2011  |
| ---- | ---- | ----- | ----- | ----- | ----- | ----- |
| 651  | 825  | 1 041 | 1 340 | 1 706 | 2 149 | 2 224 |

|  |

### Répartition de la population par nationalités (2011)
En 2011, les Albanais représentaient 99,46 % de la population.